# Vicenta Mormín
Vicenta Mormín Guisenda (Madrid, c. 1776-Madrid, 20 de julio de 1841), conocida como Madame Mormín, fue una modista y batera española. Trabajó para las reinas María Isabel de Braganza, María Josefa Amalia de Sajonia, María Cristina de Borbón e Isabel II, siendo la primera mujer en España en convertirse en modista de cuatro reinas.

## Trayectoria
Nació en Madrid en torno a 1776. Era la hija mayor de los napolitanos María Guisenda y Vicente Mormín, y tenía una hermana, Cayetana. Hacia 1790, se cree que se formó como oficiala en el taller del matrimonio de Juana la Roche y Simon Matheus, que formaron a otras modistas de la época, como Victoria Viant, que fue modista y plumista durante los últimos años del reinado de Carlos IV y María Luisa de Parma.
El 15 de abril de 1796 se casó con Josef Ximenez Paris, recibiendo este una dote de 7.144 reales de vellón. En ese momento era oficiala de modista. Enviudó el 20 de abril de 1797. Después, tuvo una relación con Mariano Villanova Jordan, con quien  el 26 de abril de 1801 tuvo a su primer hijo, Mariano,que falleció siendo párvulo.
Entre 1797 y 1802 trabajó como dama de la IX marquesa de Santa Cruz, Mariana Fernanda Waldstein. A principios del siglo XIX, Mormín tenía su taller en la calle Tudescos en Madrid. El 23 de septiembre de 1802 se casó en segundas nupcias con Francisco Balcaren Gamot, violinista de la Real Capilla, con quien tuvo una hija el 28 de marzo de 1810, Teresa Balcaren Mormín. Balcaren tenía una hija de un matrimonio anterior,  María Toro, con quien Mormín mantuvo una estrecha relación y consideraba su propia hija. Mormín aportó como dote en este matrimonio 12.000 reales, que según afirmó en su primer testamento, había ganado trabajando para varias casas nobiliarias.
Después ejerció su labor de modista en el número 32 de la calle del Carmen en Madrid. En 1814, se convirtió en modista confeccionando prendas en círculos nobiliarios, como la Señora Condesa de Fernán Núñez o las mujeres de la Casa de Benavente.  Era modista y proveedora de la XII condesa-duquesa de Benavente y de María Josefa de la Soledad Alonso Pimentel, duquesa de Osuna, así como de las hijas de esta, Josefa, Manuela y Joaquina. La duquesa de Osuna le encargó varias joyas, como pendientes de brillantes, una cruz con cadena de oro y una sortija a juego. También ejerció labores comerciales para otras casas, como la de Gandía.
Además de a su hija, tenía a su servicio otras oficialas como Micaela Gró y Mariana Rodríguez, a las que incluyó en su testamento. Confeccionó prendas en círculos nobiliarios, como la Señora Condesa de Fernán Núñez o las mujeres de la Casa de Benavente. Para la señora de Benavente, y otras casas como las de Osuna o Gandía, también ejerció labores comerciales. La alta calidad tanto en la selección de materias textiles como en la forma de confección de sus creaciones y la buena relación con estos círculos, le proporcionó una fama que la llevó a entrar al servicio de la reina.
El 23 de octubre de 1816 le fue concedido el cargo de «Modista y Batera de S.M. Reyna» Isabel de Braganza para que confeccionara sus vestidos de diario y los trajes de corte y los de su hija la infanta María Isabel Luisa, atribuyéndosele un sueldo de 300 ducados anuales. Eso dio inicio a su carrera palatina, en la que también fue modista de las reinas María Josefa Amalia de Sajonia y María Cristina de Borbón.
Los encargos de a reina María Josefa Amalia a Mormín eran costeados por el Bolsillo Secreto de Fernando VII. En esa época, que se corresponde con la década de 1820, fue cuando mayor número de encargos de vestidos y accesorios recibió. Llegó a ser la responsable de la confección de canastillas de los futuros herederos que nacerían de la unión del rey Fernando e Isabel.

Existía una gran diferencia salarial entre Mormín, que como modista y batera de la reina recibía 3.300 reales anuales y un salario mensual de 275 reales, además de los pedidos encargados, y Juan Domingo Bernedo, que como sastre de cámara de la reina, tenía un sueldo anual de 6.600 reales y una ganancia mensual de 1.466 reales. Entre sus obligaciones diarias como modista real, estaba coordinarse con la camarera y las damas de la reina, algunas de ellas también sus clientas, así como atender personalmente las necesidades de vestuario de la reina:
«la modista vendrá por la mañana para preparar el vestido, y ponérsele a la reina, permaneciendo en el Tocador todo el tiempo que dure el peinado: después se irá a su casa, preguntando antes si SM se viste otra vez durante el día, vendrá a las ocho de la noche para guardar los vestidos, y después se irá a su casa»
Mormín además ejercía como comerciante, encargándose de obtener los tejidos necesarios para sus elaboraciones y otras transacciones comerciales para la reina. Por ejemplo, le vendió a Fernando VII un brillante para su esposa, María Isabel de Braganza por 110.000 reales. Con estas ventas, y el trabajo para otras familias en su taller, compensaba la escasa retribución por su trabajo palatino.
La reina María Cristina de Borbón siguió contando con sus servicios, pero le realizaba menos encargos, ya que la reina y sus hijas preferían contratar a modistas francesas como Isabel Pérez, Luisa Mercure, Alexandra Chavany o Tomasa Bernard entre otras. El 9 de enero de 1830, la reina María Cristina, en lugar de a Vicenta Mormín, le realizó un encargo directamente a la hija de esta, Teresa Balcaren Mormín, que heredó el puesto de su madre, pero sin sueldo. Mormín dejó de realizar confecciones para la reina en 1832 debido a su estado de salud.
En 1837, su taller fue asaltado por Luis Candelas y su cuadrilla, que se llevó un botín compuesto de joyas y setecientos mil reales. Tras este asalto, Luis Candelas fue detenido y condenado a garrote vil.
En total, Mormín trabajó durante dieciocho años y cinco meses al servicio de las últimas tres esposas de Fernando VII, hasta al menos cumplir 60 años.
Falleció con 65 años el 20 de julio de 1841 por hidropesía, en el número 10 de la calle de la Unión de Madrid, siendo enterrada ese mismo día en el cementerio de San Isidro de la ciudad.

## Legado
Los inventarios, cuentas y expedientes personales de Mormín han sido conservados en el Archivo General de Palacio en Madrid. También cuentan con documentación sobre la obra de Mormín el Archivo Histórico de Protocolos de Madrid y del Archivo Histórico de la Nobleza en Toledo.